# Formiana obscura
Formiana obscura är en fjärilsart som beskrevs av W. Warren 1900. Formiana obscura ingår i släktet Formiana och familjen mätare. Inga underarter finns listade i Catalogue of Life.